# 乌罗内斯德卡斯特罗蓬塞
乌罗内斯德卡斯特罗蓬塞，是西班牙卡斯蒂利亚-莱昂巴利亚多利德省的一个市镇。总面积19平方公里，总人口154人（2001年），人口密度8人/平方公里。